# Ontherus rectus
Ontherus rectus är en skalbaggsart som beskrevs av François Génier 1996. Ontherus rectus ingår i släktet Ontherus och familjen bladhorningar. Inga underarter finns listade i Catalogue of Life.